# ZOO Planckendael

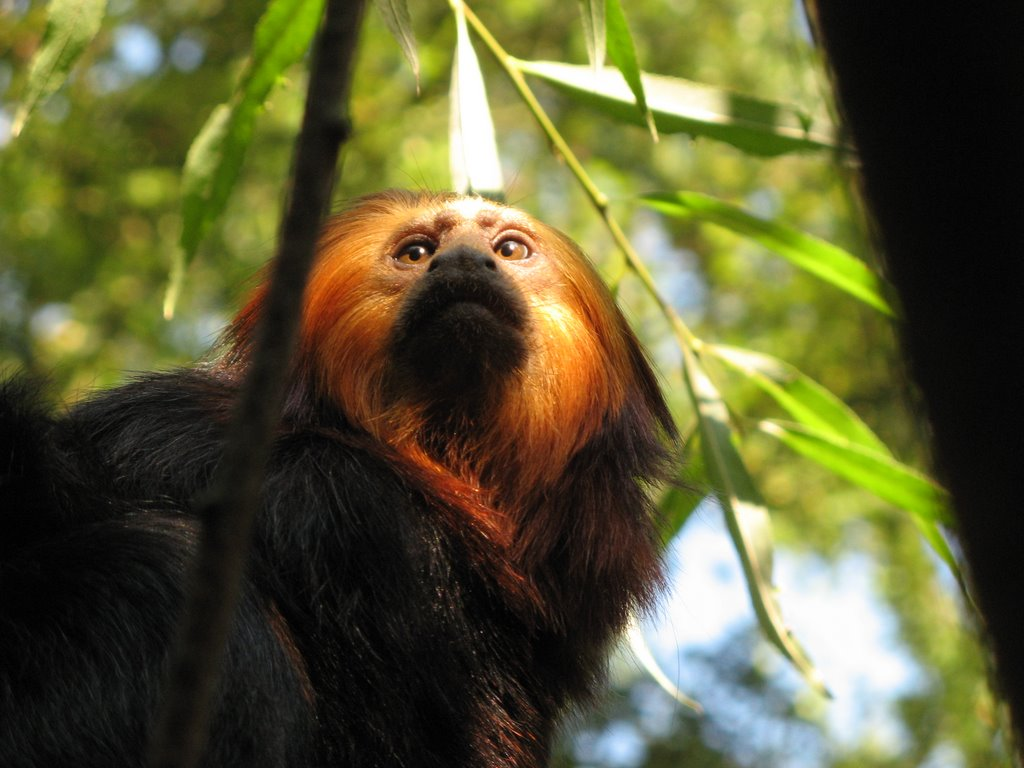
Goudkopleeuwaapje in ZOO Planckendael

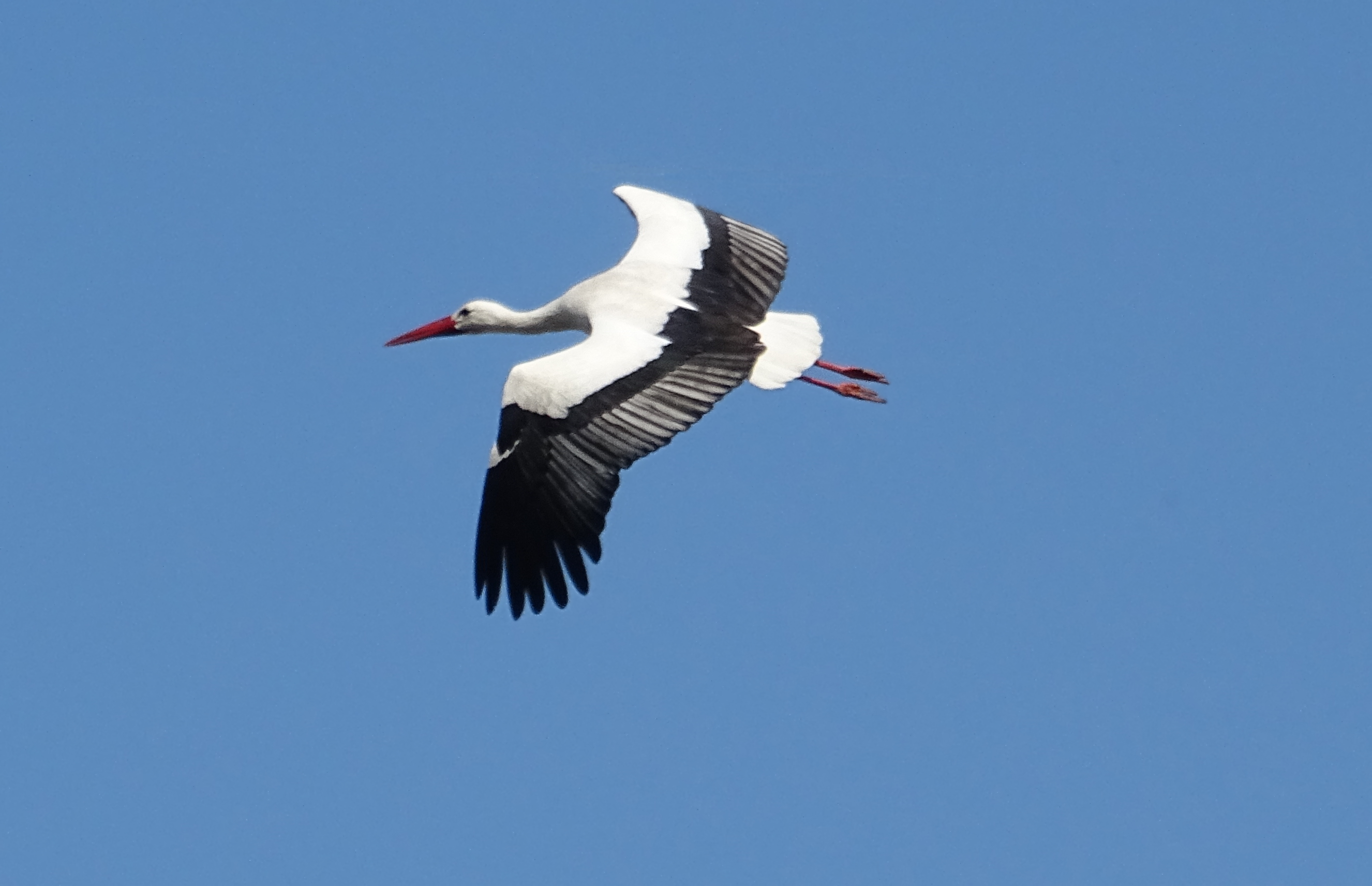
Witte ooievaar

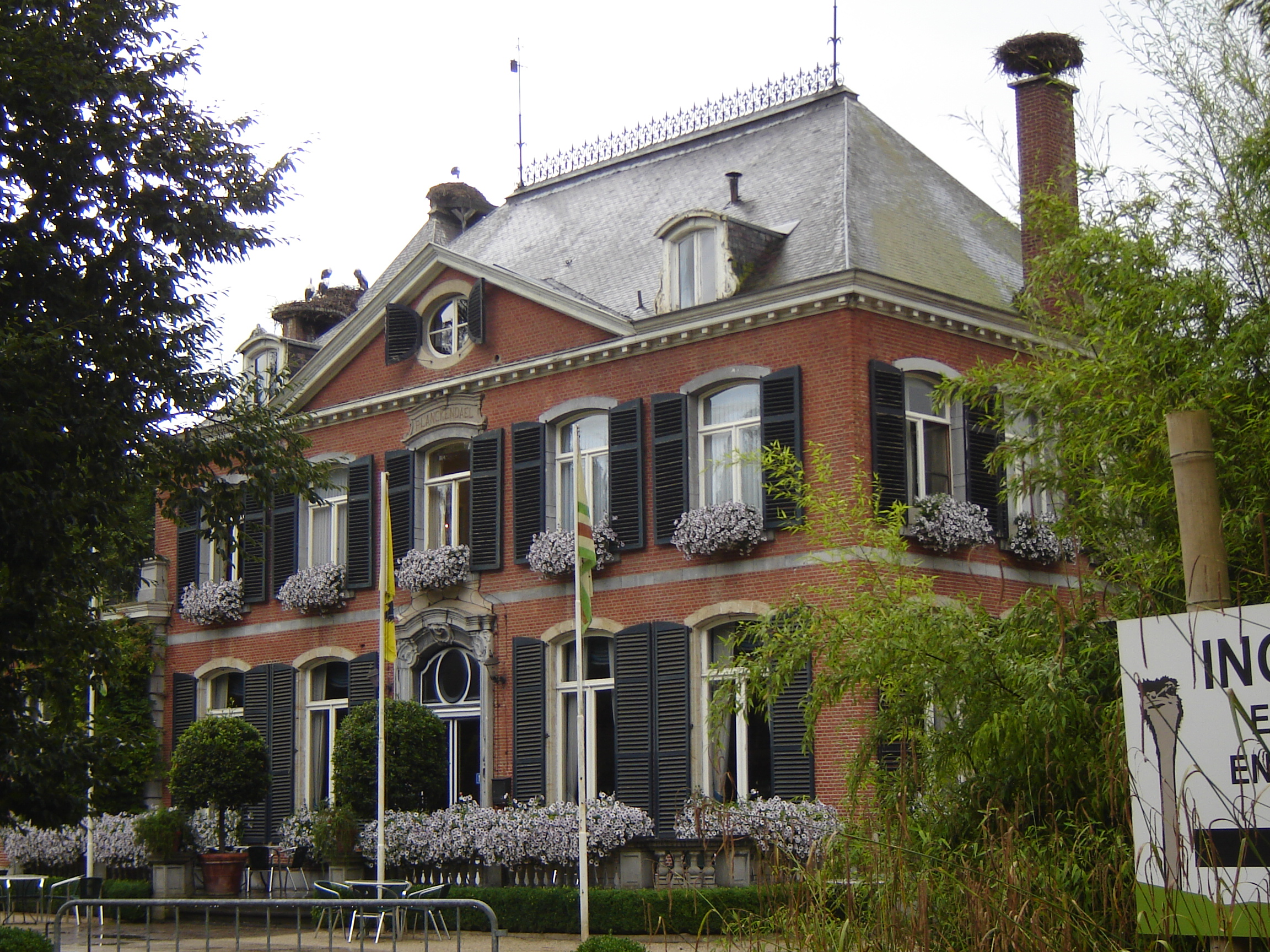
Kasteel van het domein

ZOO Planckendael is een Belgische dierentuin in Muizen, deelgemeente van Mechelen. Het maakt deel uit van de Koninklijke Maatschappij voor Dierkunde Antwerpen (KMDA) waartoe onder meer ook ZOO Antwerpen en reservaat De Zegge in Geel behoren.
Planckendael is een 'landschapsdierentuin' en volgt een continentale indeling met een gethematiseerde inrichting en een natuurlijk karakter. Een opvallend kenmerk van ZOO Planckendael zijn de open ruimten in het park: sommige delen van het domein blijven onaangeroerd, zodat men er het hele jaar door wilde bloemen en planten kan vinden.

## Geschiedenis
Het domein was eigendom van de schilder Michiel Coxie, in de 16e eeuw, en van diens familie. Latere eigenaars verbeterden de afwatering door het graven van grachten en een vijver, want het laaggelegen domein was gevoelig voor overstromingen. Grote openbare werken amputeerden het domein aan drie zijden: de Leuvensesteenweg (1736), het graven van de Vaart (kanaal Mechelen-Leuven, 1750-1753) en de spoorweg (1926). Het huidige kasteel Planckendael werd gebouwd in opdracht van Hendrik Moons, in 1780. In 1813 werd het domein verworven door de adellijke familie van Langhendonck, die het goed uitbreidde met stallingen en dienstgebouwen (tweede helft 19de eeuw).
In 1956 kocht de Koninklijke Maatschappij voor Dierkunde Antwerpen (KMDA) het landgoed Planckendael aan. Het is pas in 1780 dat het landgoed voor het eerst onder de naam Planckendael in de archiefstukken voorkomt en het is in datzelfde jaar dat het kasteel aan de voormalige hoofdingang van het park gebouwd werd in sobere rococo-stijl.
In 1960 opende het park zijn deuren voor het publiek. Aanvankelijk werd het domein door de Antwerpse ZOO gebruikt als een soort "buitenverblijf" voor de dieren: om te herstellen, voor kweekprogramma's of als er in Antwerpen wat ruimtegebrek was. De publieke belangstelling was aanvankelijk erg matig, en beperkte middelen maakten ook slechts een langzame uitbouw mogelijk.
In 1985 werd een herstructureringsplan opgemaakt waarbij het dierenpark verder uitgebouwd werd tot een jong, ruim en open wandelpark met grote dierenverblijven. Dit volwaardige, moderne dierenpark vormt een perfecte aanvulling bij de Antwerpse Zoo: de dierenverzamelingen vullen elkaar aan, zodat men beide parken kan bezoeken zonder de indruk te krijgen tweemaal hetzelfde te zien. Inmiddels wil het park graag een eigen complete dierencollectie hebben.

## Continenten
De dierentuin is opgedeeld in vijf verschillende continenten met diersoorten die in dat betreffende werelddeel voorkomen. Zo is er een Europagedeelte, een Afrikagedeelte, een Oceaniëgedeelte, een Aziëgedeelte en een Amerikagedeelte.

### Azië

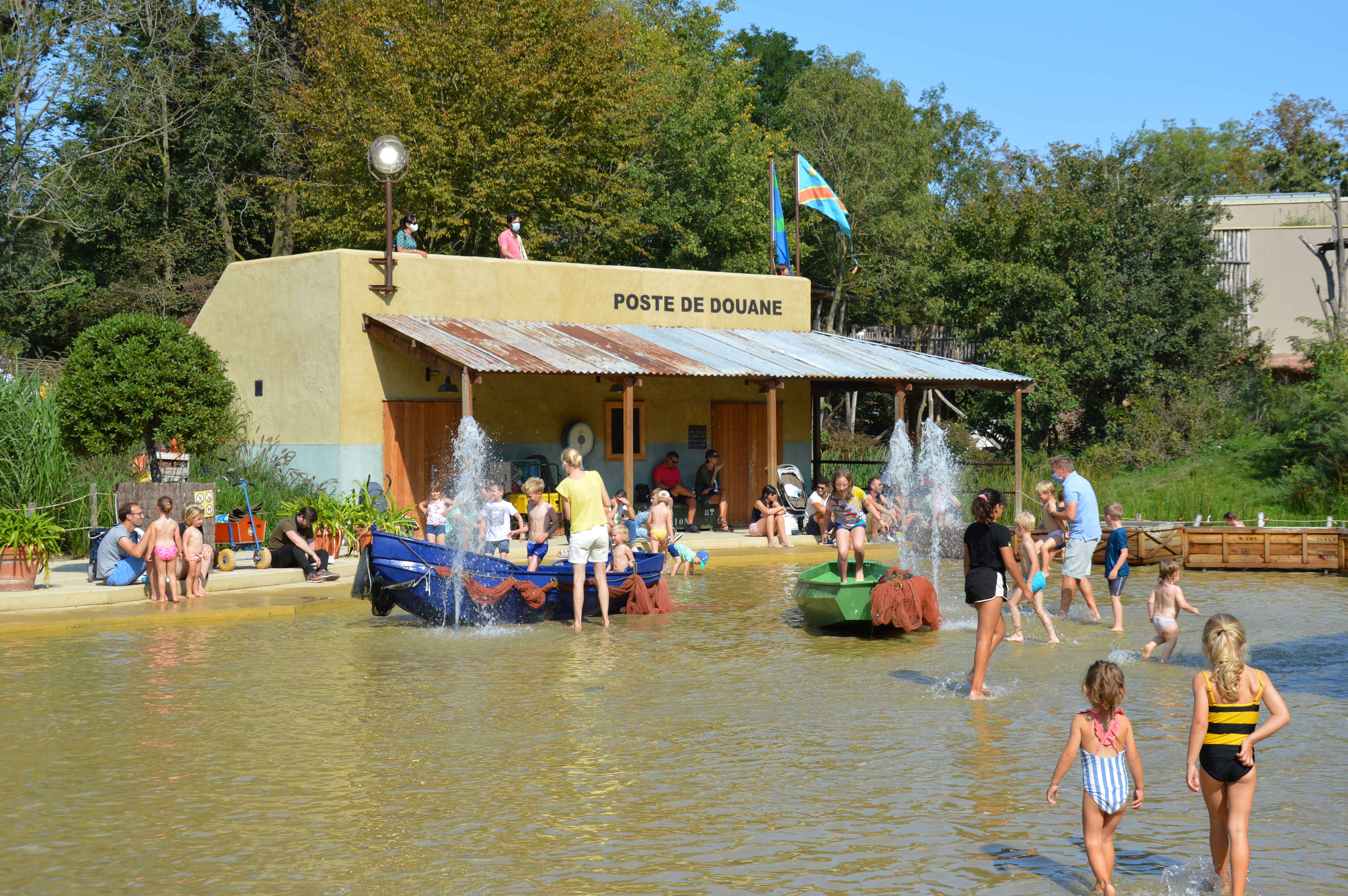
Waterspeeltuin

Op 24 juni 2006 opende het Aziëgebied met daarin een tropische serre waarin onder andere geribbelde neushoornvogels en witwanggibbons gehuisvest zijn. Sinds 2022 bevindt zich in deze serre tevens een verblijf voor orang-oetans. Verder zijn er in het buitengebied nog onder andere Indische neushoorns, Indische leeuwen, rode panda's, sneeuwpanters, dwergotters, kamelen, przewalskipaarden en verschillende vogels te zien. Ook is er een restaurant met de naam Toepaja en een speeltuin.
In 2012 opende het perk voor Aziatische olifanten. Er is een apart deel voorzien voor de kudde vrouwtjes en een deel voor de kweekstier. Voor het verblijf werden vijf vrouwtjesolifanten (Kai-Mook, May Tagu, Phyo Phyo, Yu Yu Yin en Dumbo) van de Antwerpse dierentuin naar Mechelen overgebracht. In april 2015 werd de eerste olifant in ZOO Planckendael uit deze kudde geboren: May Tagu beviel van zoon baby Q, die al van bij het begin gezondheidsproblemen ondervond en amper een maand later overleed. In juni 2015 werd nog een olifant geboren, een dochter van Phyo Phyo: Qiyo. Zij is wel gezond. In december 2017 beviel May Tagu weer van een dochter die de naam Suki kreeg, en in januari 2018 beviel ook Kai Mook van haar eerste kalf, genaamd Tun Kai.
Minder goed nieuws was er op 28 mei 2018 toen het dierenpark te maken kreeg met het plotse overlijden van Qiyo, een week later gevolgd door Phyo Phyo (36 jaar) en nog enkele dagen door Tarzen (11 weken). Phyo Phyo was moeder van Kai-Mook, May Tagu, Tarzen en Qiyo. Tijdens de nacht van 18 op 19 mei 2020 overleed ook olifant Dumbo. Op 25 juli 2023 overleed ook olifant Yu Yu Yin.

### Afrika
In juni 2008 werd de nieuwe savannebiotoop geopend. Er is een savanne, waarin de omgeving van de Afrikaanse regio rond Niger en Soedan wordt nagebootst. Het gebied bestaat uit verschillende etappes die samen een avonturenparcours vormen. Er is de Afrikaanse lodge, waar de bezoeker tot op een meter afstand van de giraffen staat. Hiervoor werden vijf giraffen overgebracht van ZOO Antwerpen, waar ze op de grasvlakte lopen tussen mhorrgazellen en helmparelhoenders. De giraffen zijn kordofangiraffen, een bedreigde ondersoort.
Verder herbergt het Afrika-gedeelte tal van andere diersoorten, waaronder berberapen, grévyzebra's, jachtluipaarden, stekelvarkens, hyena's en verschillende soorten antilopen. Tevens is er een Afrikaans dorp nagebouwd met ruimte voor zebramangoesten, bonobo's, secretarisvogels en een doorloopvolière voor ringstaart- en moormaki's.

### Oceanië
Sinds 1998 is er een stukje Oceanië. Dit gedeelte herbergt een aantal vogels, buideldieren en eierleggende zoogdieren die nergens anders ter wereld voorkomen dan in Australië, waaronder grijze reuzenkangoeroes, moeraswallaby's, emoes, helmkasuarissen en koala's. Sinds 2017 biedt het parkdeel ook plaats aan Tasmaanse duivels.

### Amerika
Het Amerikadeel omvat zowel Noord-Amerika als Zuid-Amerika. Enerzijds is er Noord-Amerika met wapiti's, Amerikaanse bizons, een kinderboerderij met onder andere geiten, kippen en hangbuikzwijntjes, en het Amerikaanse restaurant Wapiti,  anderzijds is er het grotere Zuid-Amerikagedeelte met een groot aantal apen- en vogelsoorten, waaronder soldatenara's, goudkopleeuwaapjes en briluilen, maar ook boshonden, capibara's, mara's en vicuña's.  In 2014 werd het continent Amerika uitgebreid met een grote doorloopvolière met onder andere humboldtpinguïns, incasternen, Chileense flamingo's en magelhaenstoombooteenden. Een andere nieuwe diersoort was de reuzenmiereneter, die nooit eerder in het park te zien was.

### Europa
Het Europagedeelte bevindt zich rondom het 18de-eeuwse kasteel van domein Planckendael, waarin tegenwoordig een restaurant gevestigd is. Voor het kasteel bevindt zich een vijver met pelikanen met daarachter, buiten de eigenlijke parkgrenzen, een ruime volière voor monniksgieren. In een bos aan de andere kant van het gedeelte bevindt zich een 'knuffelperk' voor konijnen en zijn ook enkele andere Europese diersoorten zoals de das en de kaalkopibis te zien. Europese bizons bevinden zich in het Aziëgedeelte van het park.

## Centre for Research and Conservation (CRC)
Het Centre for Research and Conservation (CRC) is een wetenschappelijk onderzoekscentrum voor natuurbehoud dat is opgericht door de KMDA zelf. ZOO Antwerpen en ZOO Planckendael beschikken dus over hun eigen onderzoekscentrum. Het verricht wetenschappelijk onderzoek in de ZOO Antwerpen en ZOO Planckendael, maar ook op internationaal niveau, bijvoorbeeld BioBrazil in Brazilië en Projet Grands Singes in Kameroen. De instandhouding van diersoorten en hun natuurlijke biotoop is een uiterst belangrijke taak voor de KMDA. Het onderzoekscentrum krijgt subsidies van de Vlaamse Overheid en won al de EAZA Research Award in 2006.

## Dierencollectie

### Zoogdieren

#### Roofdieren
- Boshond
- Gevlekte hyena
- Indische leeuw

- Kleine panda
- Kleinklauwotter
- Sneeuwluipaard

- Jachtluipaard
- Witsnuitneusbeer
- Zebramangoeste

#### Evenhoevigen
- Addax
- Amerikaanse bizon
- Bongo
- Chacopekari
- Chinese muntjak
- Damarageit
- Dorcasgazelle

- Guanaco
- Hangbuikzwijn
- Kameel
- Kordofangiraf
- Manenschaap
- Mhorrgazelle

- Rocky Mountain-wapiti
- Somalisch zwartkopschaap
- Vicuña
- Visayawrattenzwijn
- Watusirund
- Wisent

#### Primaten
- Berberaap
- Bonobo
- Goudkopleeuwaapje

- Kuifmakaak
- Moormaki
- Ringstaartmaki

- Sumatraanse orang-oetan
- Witgezichtsaki
- Witwanggibbon

#### Onevenhoevigen
- Dwergezel
- Grévyzebra

- Indische neushoorn
- Przewalskipaard

- Somalische wilde ezel

#### Knaagdieren
- Capibara
- Huiscavia
- Mara
- Zwartbuikagoeti
- Zuid-Afrikaans stekelvarken

#### Buideldieren
- Koala
- Moeraswallaby
- Oostelijke grijze reuzenkangoeroe
- Tasmaanse duivel

#### Overige zoogdieren
- Aziatische olifant
- Reuzenmiereneter
- Tam konijn

### Vogels

#### Hoendervogels
- Blauwe pauw
- Bruine oorfazant
- Edwards' fazant
- Gierparelhoen

- Glansfazant
- Goudfazant
- Groene pauw

- Helmparelhoen
- Mechelse koekoek
- Wilde kalkoen

#### Zangvogels
- Alpenkraai
- Aziatische blauwe ekster

- Grote textorwever
- Middelbeo

- Oevermaina
- Zwart-witte lijstergaai

#### Roeipotigen
- Europese lepelaar
- Heremietibis
- Kleine zilverreiger
- Koereiger
- Kroeskoppelikaan
- Kwak

- Madagaskaribis
- Mangrovereiger
- Purperreiger
- Afrikaanse lepelaar
- Hamerkop
- Strohalsibis

- Witwangreiger
- Zwarte ibis
- Zwartkopibis
- Zwartmaskeribis
- Rode ibis

#### Duiven
- Bonte muskaatduif
- Dolksteekduif
- Groenvleugelduif

- Guineaduif
- Manenduif

- Sclaters kroonduif
- Zomertortel

#### Eendvogels
- Grauwe gans
- Kastanjetaling
- Manengans
- Reuzenbooteend

- Slobeend
- Smient
- Witvleugelboseend

- Zwartbuikfluiteend
- Zwarthalszwaan
- Witwangboomeend

#### Steltloperachtigen
- Australische griel
- Incastern

- Kluut
- Maskerkievit

- Mexicaanse steltkluut

#### Papegaaiachtigen
- Blauwkopara
- Mexicaanse soldatenara

#### Toerako's
- Fischers toerako
- Zwartsnaveltoerako

#### Ooievaars
- Ooievaar
- Zwartsnavelooievaar

#### Roofvogels en uilen
- Briluil
- Monniksgier

- Kapgier
- Vale gier

- Secretarisvogel

#### Loopvogels
- Darwins nandoe
- Emoe
- Helmkasuaris
- Struisvogel

#### Flamingo's
- Cubaanse flamingo
- Chileense flamingo
- Dwergflamingo

#### Kraanvogelachtigen
- Donkere kroonkraanvogel
- Jufferkraanvogel
- Reuzenbosral

#### Overige vogels
- Australische uilnachtzwaluw
- Europese scharrelaar

- Geribbelde neushoornvogel
- Groene boomhop

- Guirakoekoek
- Humboldtpinguïn

### Reptielen
- Gevlekte python
- Gewone blauwtongskink
- Stekelstaartvaraan

### Vissen
- Karper
- Ruisvoorn

### Ongewervelden
- Zwarte grondtak

## Fokprogramma's
Het park neemt deel aan meerdere internationale fokprogramma's en coördineert en beheert het EEP-stamboek voor de monniksgier.

## Faciliteiten

### Restaurants
Het dierenpark beschikt over vier restaurants: Toepaja, Wapiti, Bonobo en Ooievaar. Allen met een eigen specialiteit:
- Toepaja: het grootste restaurant, met onder andere ontbijt, warme en koude maaltijden, desserts en koffie (regio Azië),
- Wapiti: gespecialiseerd in burgers, maar er zijn ook andere snacks verkrijgbaar (regio Amerika),
- Ooievaar: gelegen vlak naast de speeltuin, vooral geschikt om iets te drinken (regio Europa),
- Bonobo: snackrestaurant aan speeltuin gelegen (regio Afrika).

Daarnaast zijn er in het park ook mobiele eetgelegenheden aanwezig.

### Winkels
Er zijn twee winkels aanwezig in het park die een assortiment van gadgets verkopen die gerelateerd zijn aan ZOO Planckendael. Een winkel is gelegen nabij het restaurant Wapiti, de andere aan de ingang van het dierenpark.

### Overige
- In het gebied Azië bevindt zich een wandelparcours door de boomkruinen.
- In het gebied Amerika is er een klim- en evenwichtsparcours.

## Trivia
- ZOO Planckendael is intensief bezig met het natuurbehoud en werkt daarom actief mee met het kweekprogramma van Europese dierentuinen.
- Op de televisiezender Eén werd er een documentairereeks uitgezonden onder de reekstitel Het leven zoals het is: Planckendael waarin het park in al haar verschillende facetten werd getoond en met de dierenverzorgers als hoofdrolspelers. In 2012 liep op dezelfde zender het programma Zoo of love, waarbij wekelijks één bedreigd dier of bedreigde dierengroep uit ZOO Planckendael of ZOO Antwerpen werd belicht. In 2013, 2014 en 2015 liep het programma De ZOO: Achter de schermen, dat meeliep met de verzorgers.
- ZOO Planckendael kweekt haar eigen eucalyptus op ter bevoorrading van hun koala's. Hun koala's eten immers alleen verse (onbespoten) eucalyptus. Het uitplanten en oogsten van de eucalyptus gebeurt door een boer uit Duffel. De koala's hebben, net als in het wild, keuze uit verschillende soorten. De gekozen soorten zijn voor elk individu verschillend.
- Het park heeft een belangrijke rol gespeeld in de herintegratie van de ooievaar in de regio. In 1990 werden er vanuit andere Europese dierentuinen zes ooievaars vrij in het park geïntroduceerd en sindsdien is de populatie uitgegroeid van drie koppels tot meer dan honderd individuen in ZOO Planckendael zelf en daarbuiten. De dieren leven ondertussen volledig wild, zoeken hun eigen voedsel bij elkaar en vrijwel de meeste dieren trekken jaarlijks naar het zuiden. Deze trek wordt samen met onder meer Natuurpunt en Het Zwin opgevolgd. ZOO Planckendael staat in voor het ringen van de vogels.

## Galerij

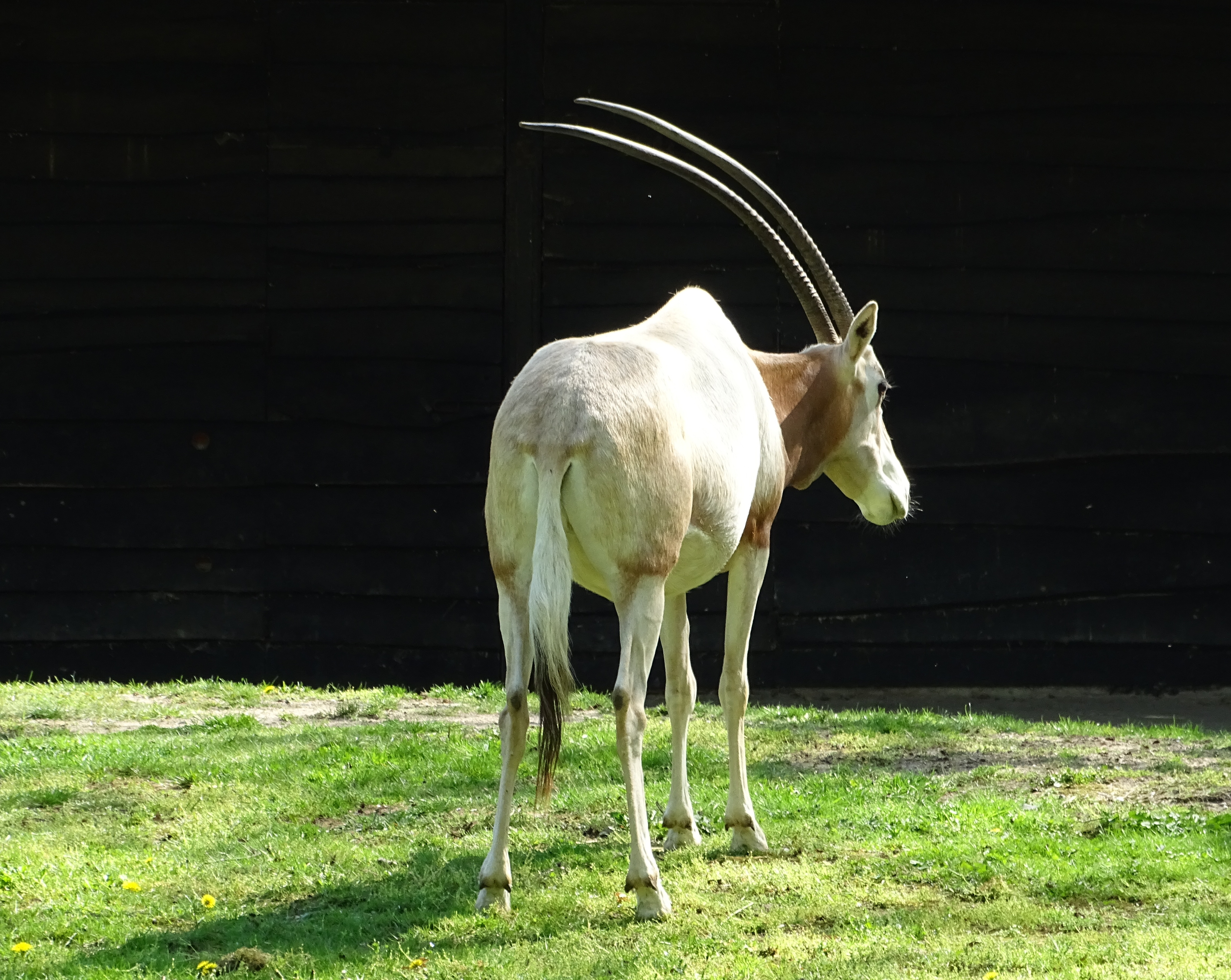
Algazel
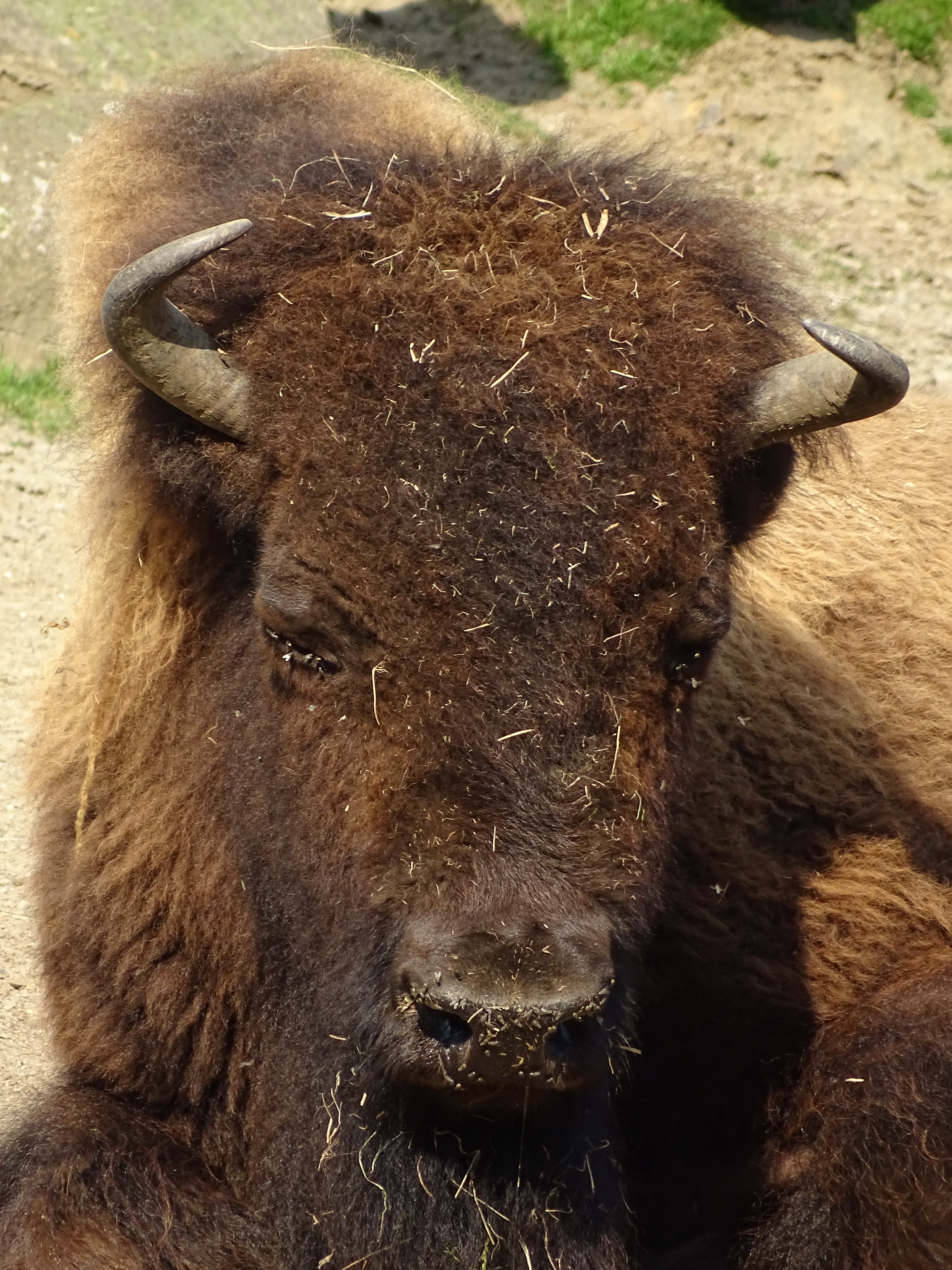
Amerikaanse bizon
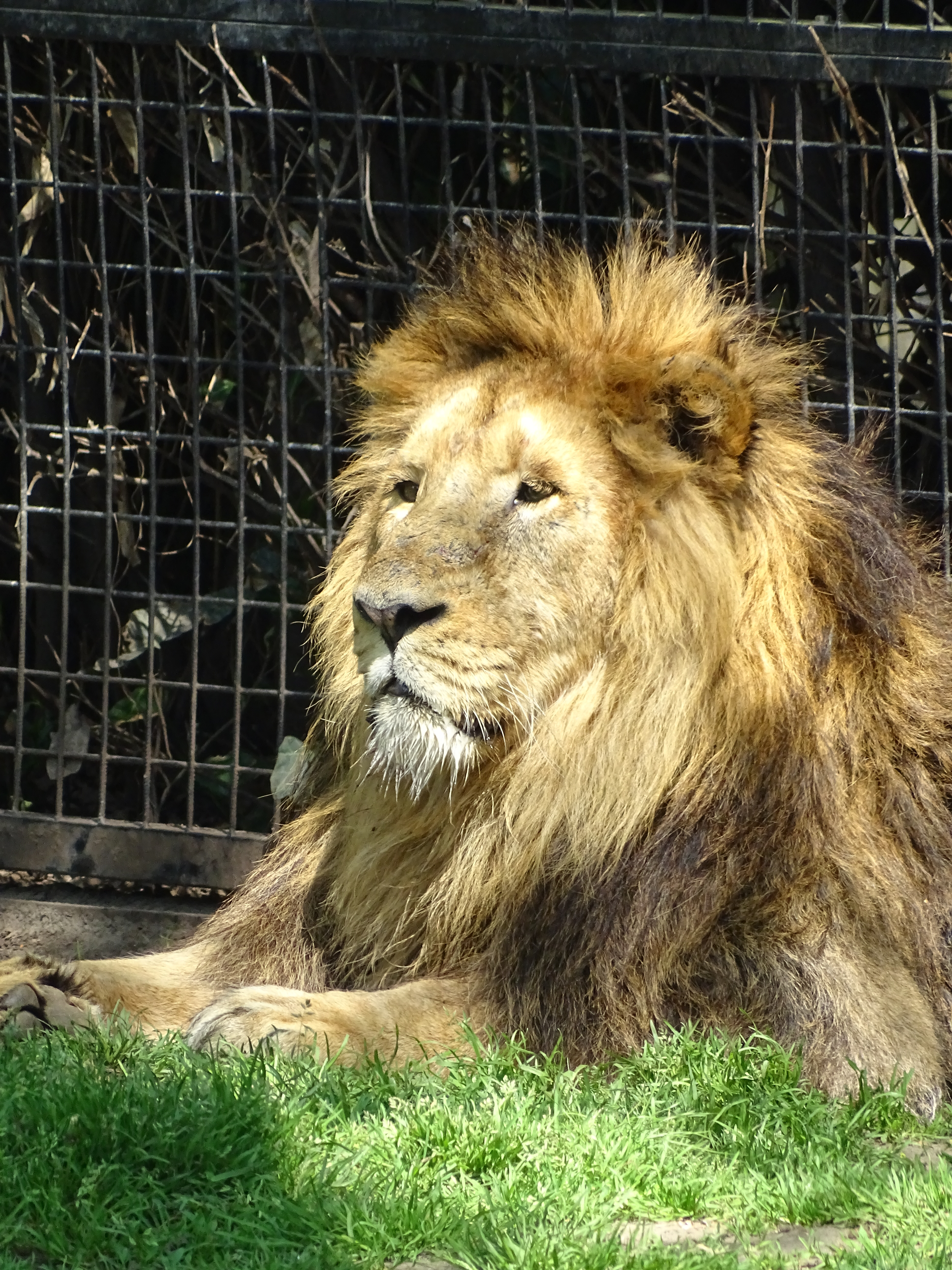
Aziatische leeuw
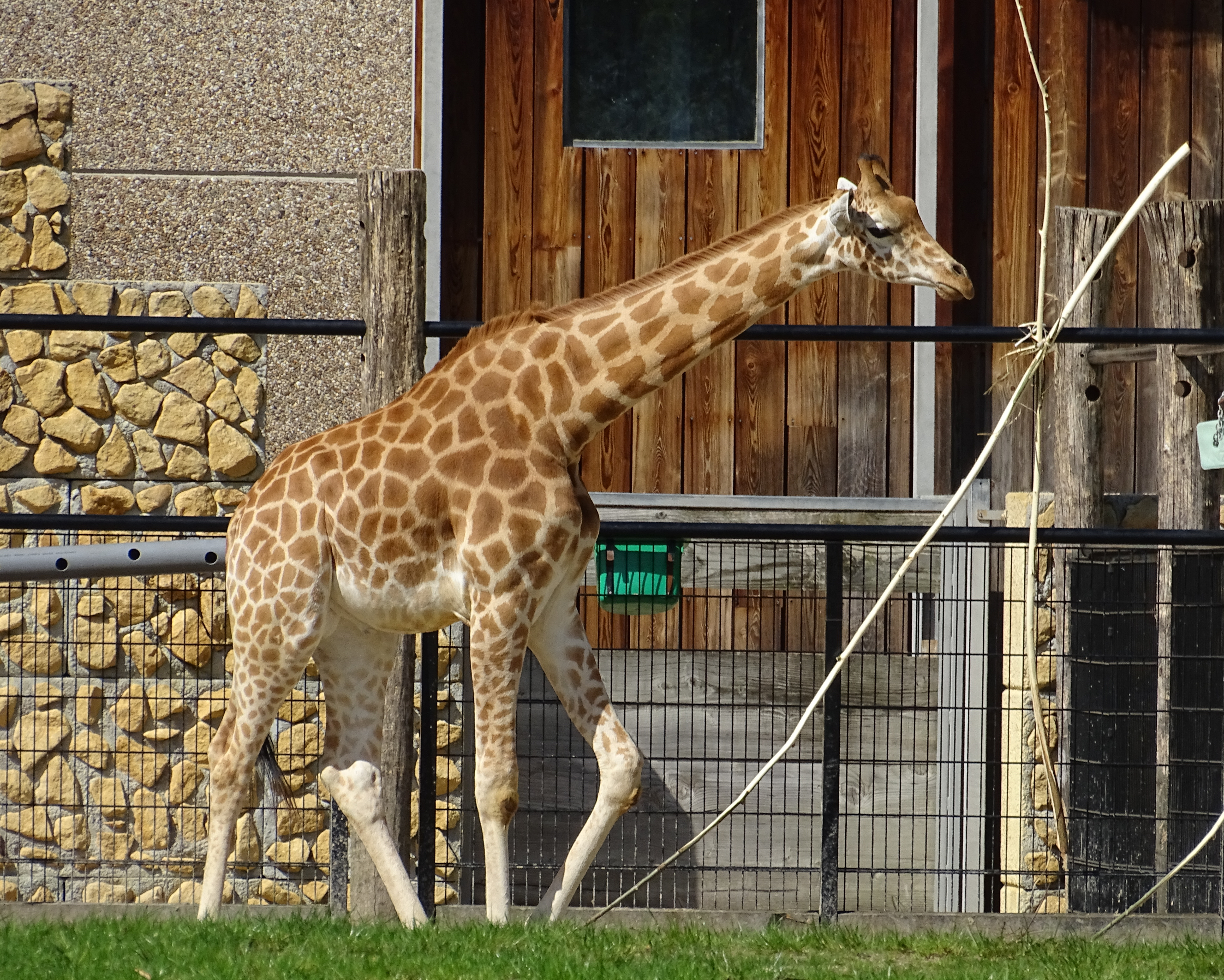
Giraf
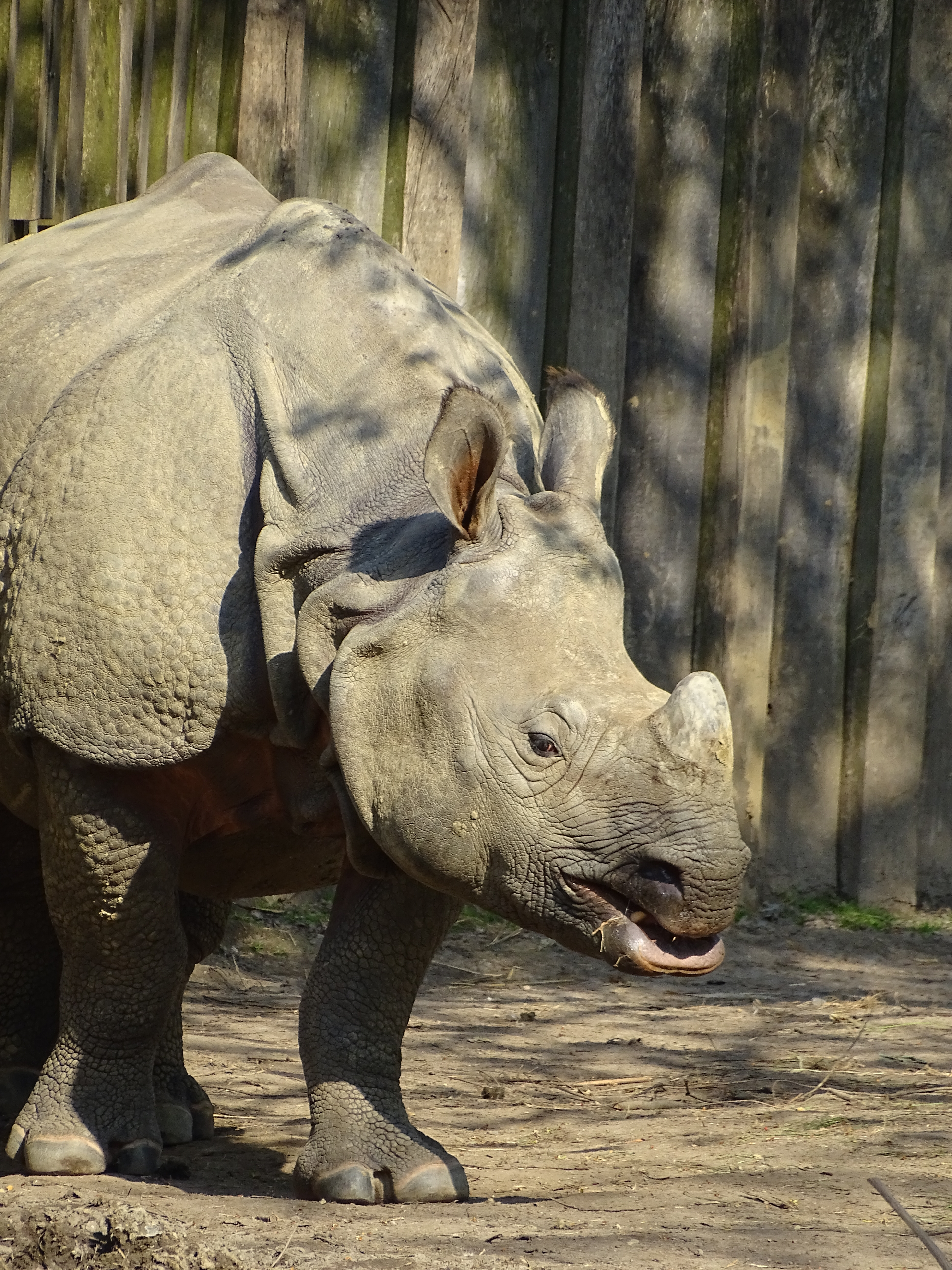
Indische neushoorn
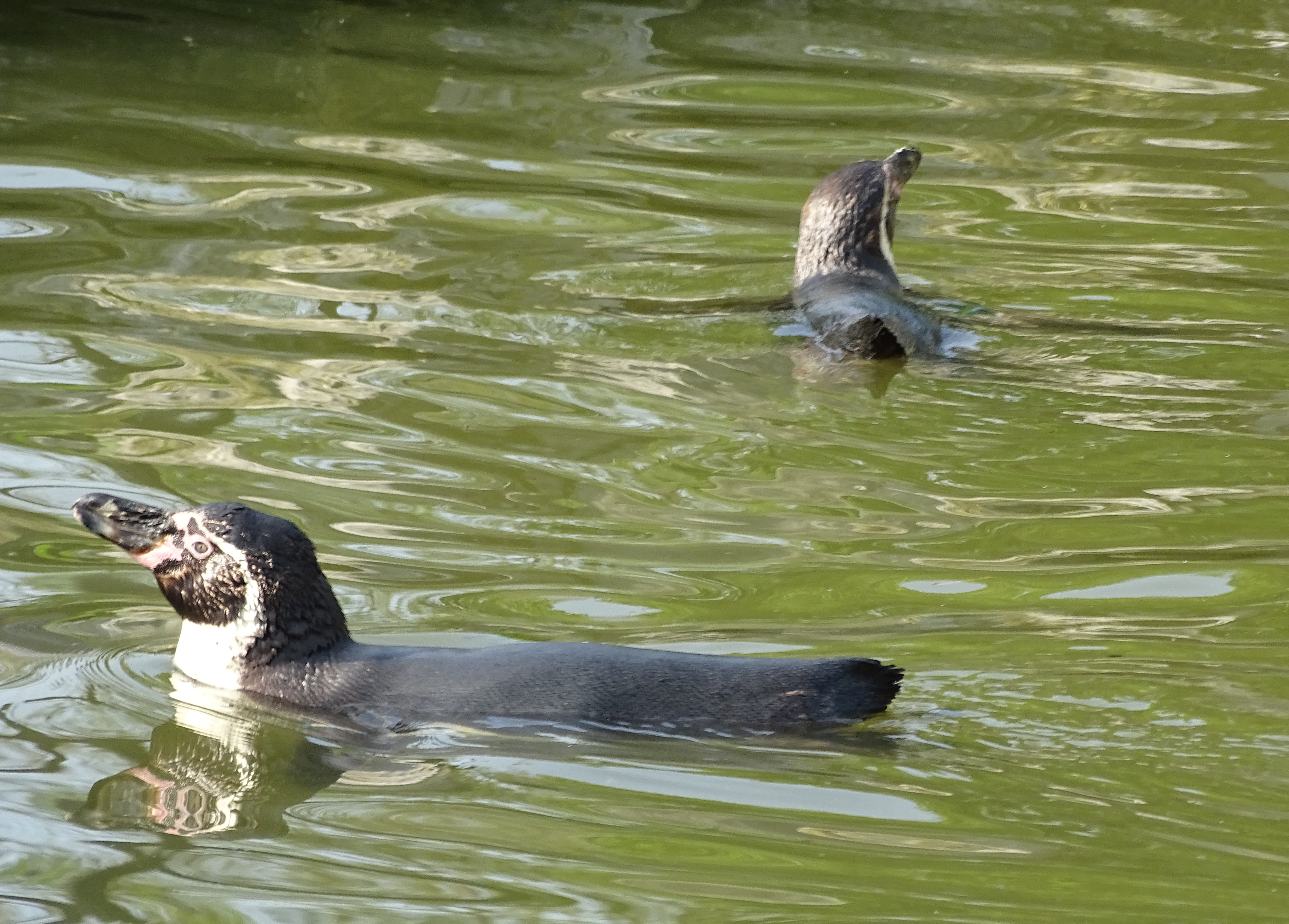
Humboldtpinguïn
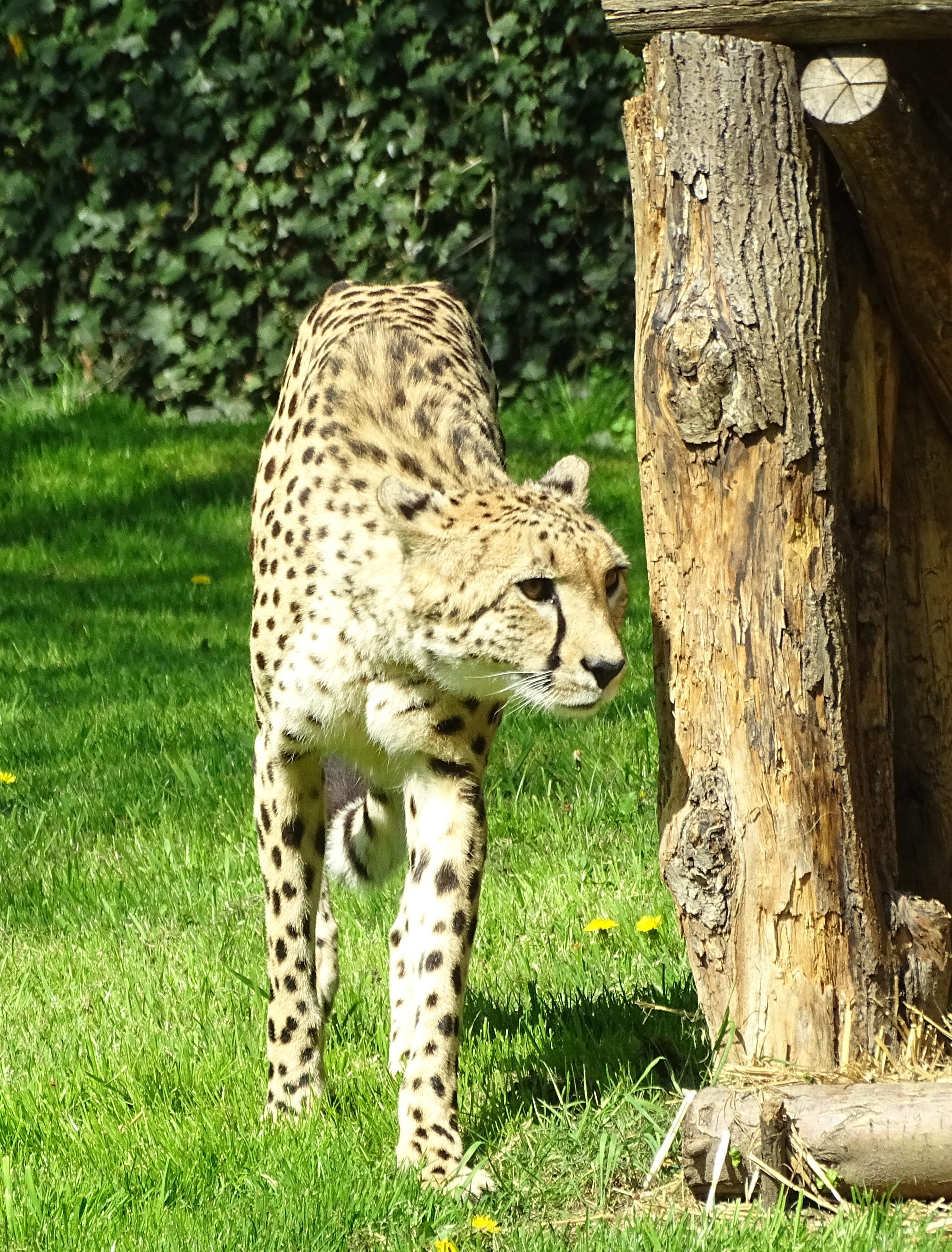
Jachtluipaard
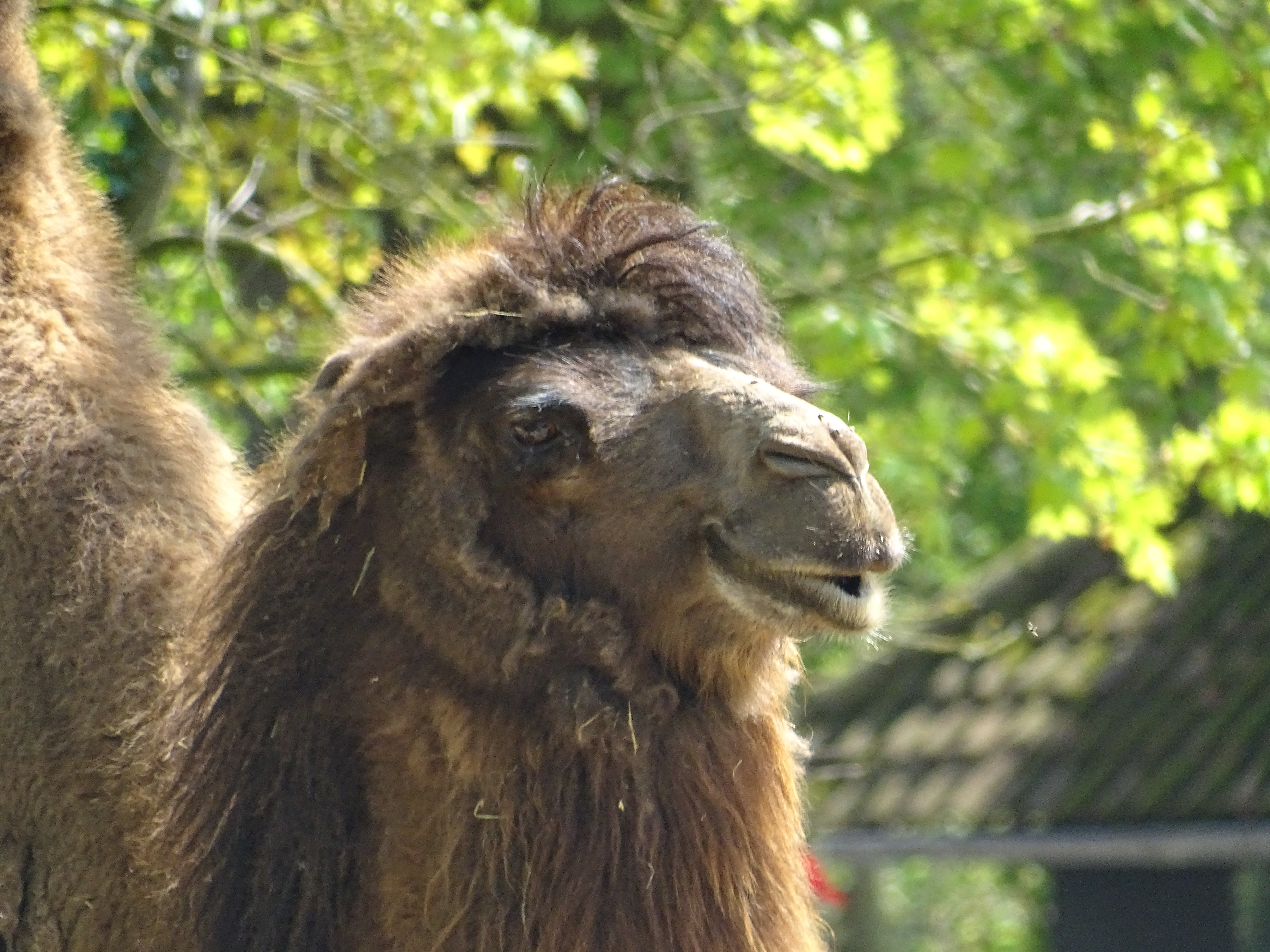
Kameel
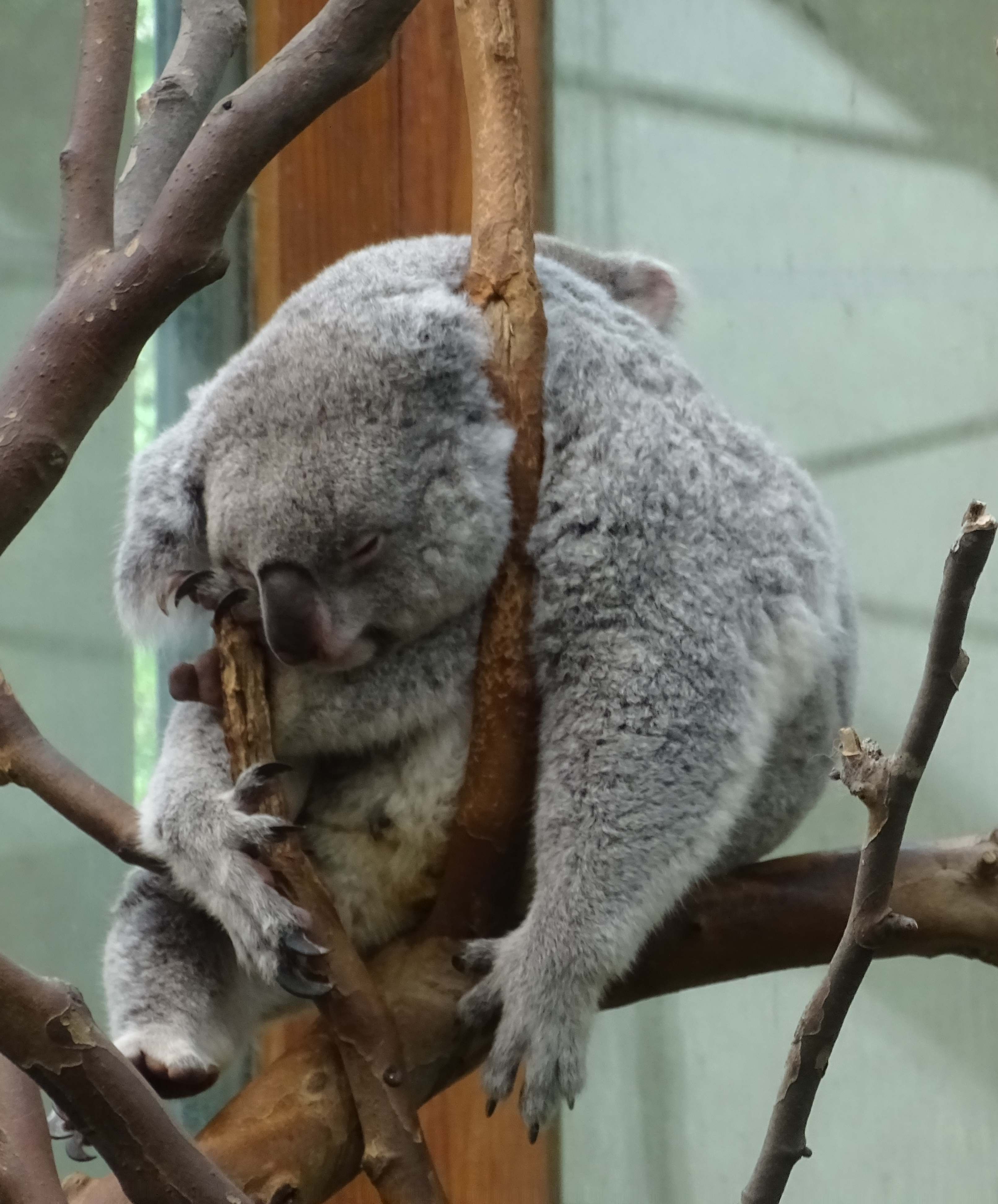
Koala
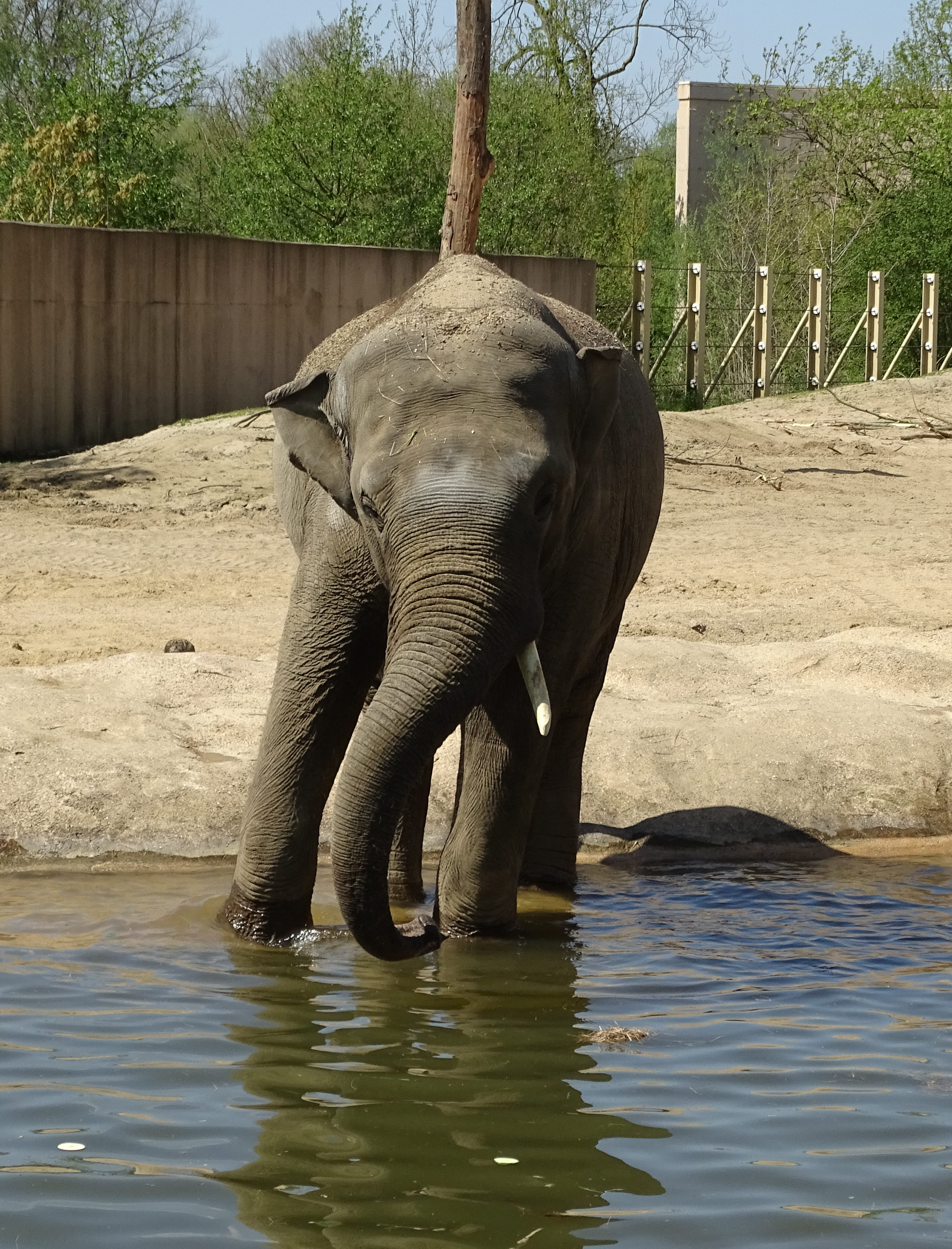
Olifant
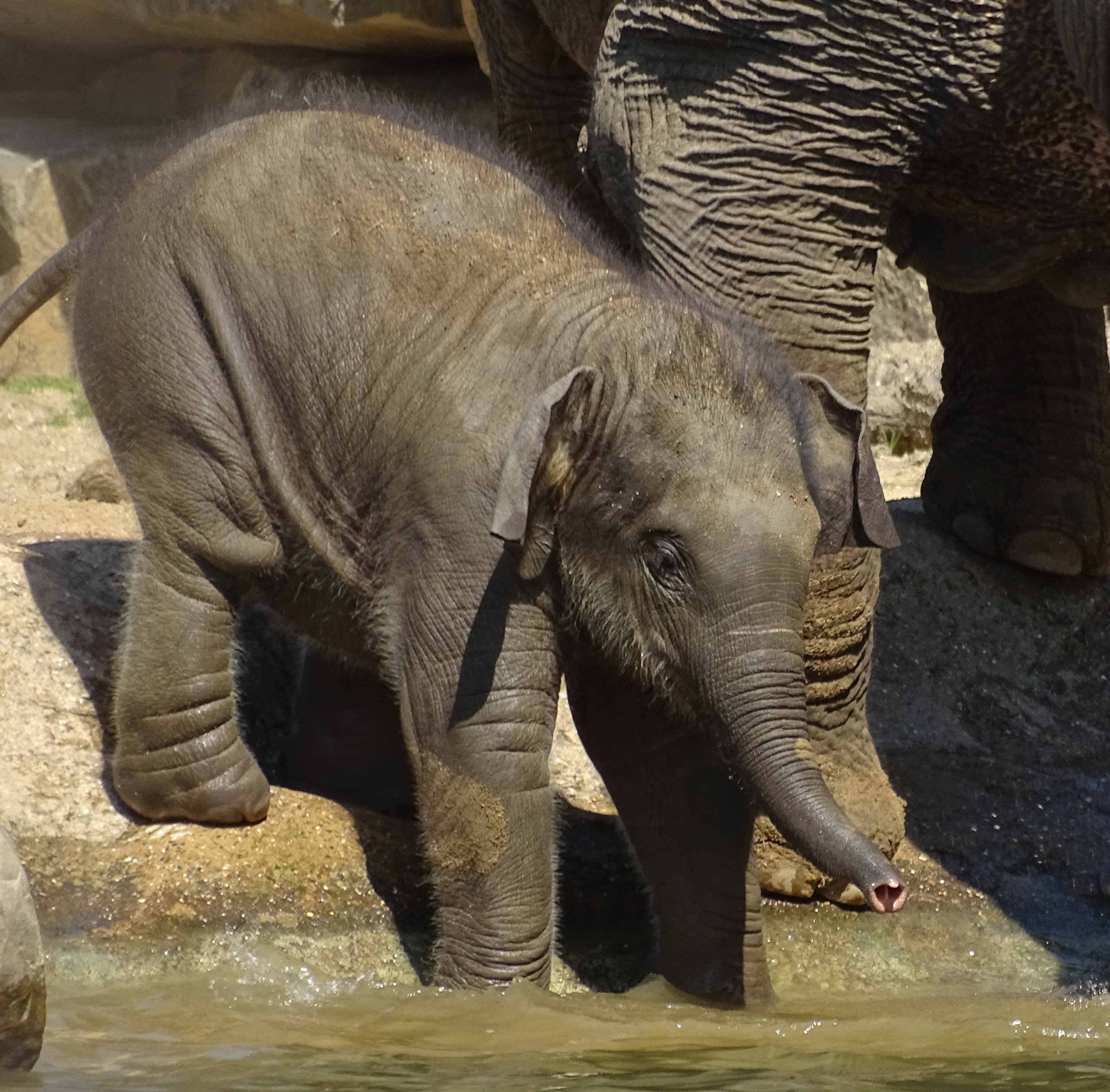
Baby olifant
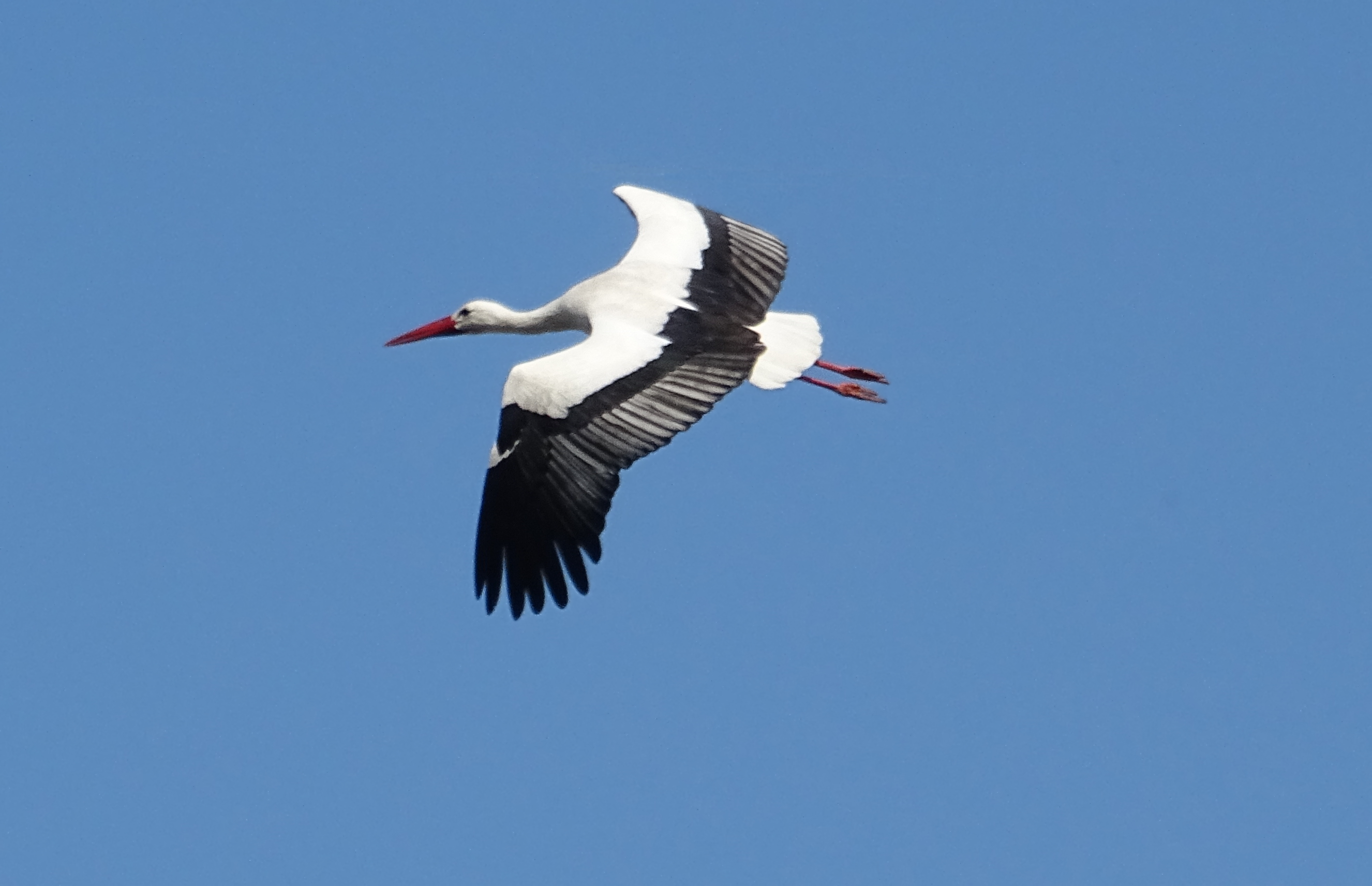
Ooievaar
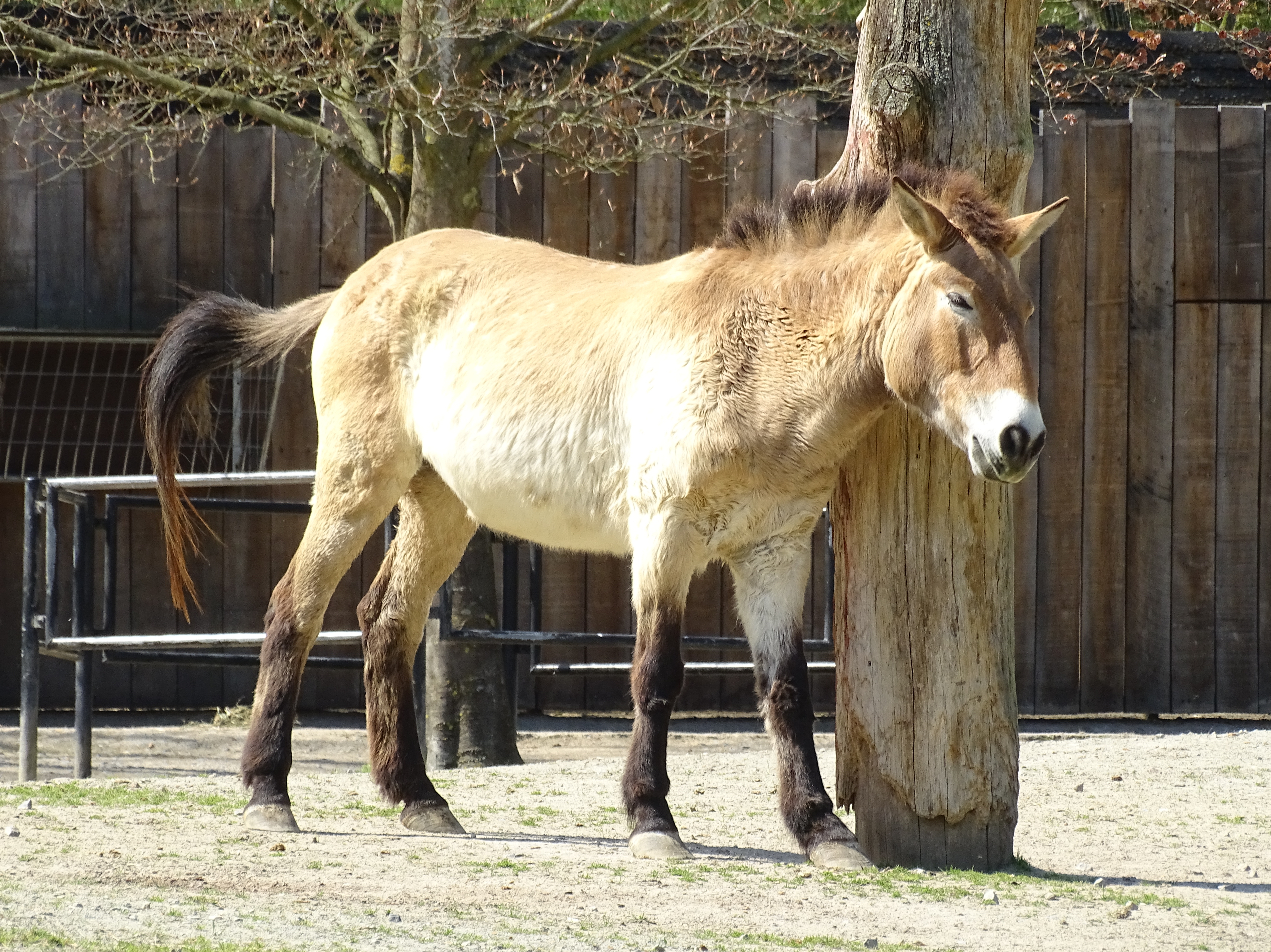
Przwalskipaard

Lijst van dierentuinen in België
Aquarium-Museum ·
Bellewaerde Park ·
Boudewijn Seapark ·
De Zonnegloed ·
Domein van de grotten van Han ·
Familiepark Harry Malter ·
Forestia ·
Le Monde Sauvage ·
Le Parc à gibier de Saint-Hubert ·
Mont Mosan ·
Pairi Daiza ·
Pakawi Park ·
Parc à Gibier de La Roche-en-Ardenne ·
Parc animalier de Bouillon ·
Sea Life Blankenberge ·
ZOO Antwerpen ·
ZooParc Vallée de la Sûre ·
ZOO Planckendael
Opgeheven: Aquatopia · Dierentuin van Brussel · Dierentuin van Gent · Limburgse Zoo · Serpentarium